# Trent Sainsbury
Trent Lucas Sainsbury (ur. 5 stycznia 1992 w Perth) – australijski piłkarz występujący na pozycji obrońcy w belgijskim klubie KV Kortrijk oraz w reprezentacji Australii. 

## Kariera klubowa
Sainsbury jest wychowankiem Perth Glory, z którego w 2009 roku odszedł do Australian Institute of Sport, gdzie występował w A-League National Youth League. Po rocznym graniu w ekipie AIS, odszedł do Central Coast Mariners, razem z innym zawodnikiem AIS - Samem Gallagherem. W sezonie 2011/2012 wraz z zespołem zwyciężył w rozgrywkach A-League sezonu zasadniczego, dzięki czemu zakwalifikowali się do Ligi Mistrzów AFC. Rok później zdobyli mistrzostwo kraju. 3 kwietnia 2013 roku zdobył swoją pierwszą bramkę dla Mariners, pokonując bramkarza Guizhou Renhe w meczu Ligi Mistrzów AFC. W grudniu 2013 zdobył swojego jedynego gola ligowego dla Mariners, w wygranym 2-1 meczu z Perth Glory.
W styczniu 2014 roku został zawodnikiem PEC Zwolle. W debiutanckim meczu w nowym zespole Sainsbury doznał kontuzji kolana, która wykluczyła go z gry do końca sezonu. Na koniec sezonu świętował wraz z zespołem zdobycie Pucharu Holandii i pierwszy w historii PEC awans do europejskich pucharów. W styczniu 2016 roku za kwotę 1,5 miliona Euro został zawodnikiem Jiangsu Suning. 31 stycznia 2017 roku został wypożyczony do Interu Mediolan. W barwach włoskiej drużyny wystąpił w zaledwie jednym spotkaniu ligowym i latem wrócił do Chin.
W styczniu 2018 roku został po raz kolejny wypożyczony, tym razem do Grasshopper Club Zürich. Australijczyk liczył na regularną grę w szwajcarskim zespole, ponieważ po zakończeniu sezonu miały się odbyć Mistrzostwa Świata. Łącznie w barwach drużyny z Zurycha zagrał w 9 meczach ligowych. Przed rozpoczęciem sezonu 2018/2019 został zawodnikiem PSV Eindhoven.

## Kariera reprezentacyjna
Sainsbury debiut w kadrze zaliczył 4 września 2014 roku w towarzyskim meczu przeciwko reprezentacji Belgii. Został powołany do kadry na Puchar Azji 2015. W półfinałowym meczu tego turnieju, Sainsbury zdobył swojego pierwszego gola w kadrze. W finałowym meczu z Koreą Południową został wybrany zawodnikiem meczu. Trafił również do 11 turnieju. W 2018 roku wystąpił również w 3 meczach grupowych Australii na Mistrzostwach Świata w Rosji.